# 伊登 (坎布里亞郡)
伊登（英語：Eden District）是英格蘭坎布里亞郡的一個非都會區。總部設在彭里斯的彭里斯市政廳。它以伊登河命名，伊登河向北流經該地區，流向卡萊爾。根據2001年英國人口普查的數據顯示，其人口為49,777人， 2011年英國人口普查時其人口增加至52,564人。2019年估計伊登的人口為53,253人。2023年4月1日，伊登區議會被廢除，其職能轉移給新的威斯特摩蘭和弗內斯當局，該機構管轄的範圍還包括前巴羅因弗內斯自治市和南萊克蘭地區。